# Jardinier de MacGregor
Amblyornis macgregoriae
Espèce
Statut de conservation UICN

 LC  : Préoccupation mineure
Le Jardinier de MacGregor (Amblyornis macgregoriae) est une espèce d'oiseaux jardiniers présente dans les forêts de montagne de Nouvelle-Guinée.

## Description
Il a une taille moyenne de 26 cm de long, à peu près la taille et la forme d'un merle. Il est brun-olive. Le mâle est orné d'une crête érectile orange jaune, qui est en partie cachée sauf lorsqu'il la montre pendant la parade nuptiale. La femelle est semblable au mâle, mais sans la crête. Il est connu pour imiter les autres oiseaux, les porcs, les chutes d'eau, et même la parole humaine.

## Distribution
Elle s’articule, en trois poches principales, le long de la chaîne centrale, des monts Weyland aux monts Star, de la province d’Enga à la région de Kratke avec une extension dans la péninsule de Huon puis dans les montagnes Owen Stanley dans le sud-est.

## Sous-espèces
Elles se distinguent essentiellement sur la base de la taille, de la longueur de la huppe et de la coloration générale du plumage.
- A. m. macgregoriae De Vis, 1890 : ouest des monts Owen Stanley et région de Herzog dans le sud-est de la Nouvelle-Guinée.
- A. m. nubicola Schodde & McKean, 1973 : est des monts Owen Stanley (monts Dayman et Simpson, et probablement mont Suckling) dans l’extrême sud-est de la Nouvelle-Guinée. Le mâle se différencie par le dessous davantage brun et une huppe assez densément emplumée.
- A. m. lecroyae Frith & Frith, 1997 : mont Bosavi dans le centre de la Nouvelle-Guinée. Le mâle est plus petit et plus foncé avec le ventre davantage teinté de jaune.
- A. m. kombok Schodde & McKean, 1973 : sites de Strickland, Kubor, Bismarck, Krakte et mont Hagen dans le centre-est de la Nouvelle-Guinée. Le mâle se distingue par une huppe plus densément emplumée.
- A. m. mayri Hartert, 1930 :C’est la sous-espèce la grande avec la crête la plus longue.
- A. m. amati Pratt, 1982 : mont Adelbert. C’est la sous-espèce la plus petite, sur la base de seulement deux spécimens mâles de muséum.
- A. m. germana Rothschild, 1910 : montagnes de la péninsule de Huon. Par rapport à la forme nominale, le mâle se distingue par une coloration générale plus claire et plus dorée, et par une huppe plus courte.

## Habitat
L’oiseau jardinier de MacGregor fréquente la forêt primaire mixte incluant des hêtres tropicaux (Nothofagus), plus rarement la forêt moussue et la forêt purement pluviale, en moyennes montagnes, entre 1000 et 3000 m mais surtout entre 1600 et 2300 m. Les aires de parade sont traditionnellement situées, de façon linéaire, sur des versants le long de crêtes boisées et pourvus de nombreux baliveaux et arbres fruitiers. Il semble même qu’en plaçant leur aires de parade à proximité immédiate d’arbres à fruits, les mâles ont un accès direct à leur nourriture et sont en bonne situation pour attirer les femelles qui se nourrissent aussi sur ces arbres (Frith & Frith 2009).

## Alimentation
Elle consiste essentiellement en fruits avec un complément de fleurs et de petits animaux (surtout des insectes). Le régime alimentaire des jeunes est similaire avec des fruits et des arthropodes. Sur le mont Missim, environ 95 % des fruits consommés sont de type drupe et baie, ceux de type capsule sont peu prélevés (Frith & Frith 2008, 2009).

## Construction du mât
Le mâle sélectionne un baliveau de 95-105 cm de hauteur et de 2-4 cm de diamètre sur un versant de la forêt à proximité d’arbres de plus de 20 m de haut et sur un sol humide voire gorgé d’eau. Alentour, d’autres jeunes arbres poussent au milieu de vignes grimpantes et de buissons. Ils serviront de perchoir au mâle pour accéder à son mât. Puis il se met à empiler horizontalement des rameaux en les entrelaçant autour du baliveau en commençant par la base jusqu’à une hauteur moyenne de 0,60 m. Il incorpore aussi des tiges de fougère, de fines feuilles de bambou, des fibres de petites orchidées, des particules de racines et des morceaux d’un lichen blanc. Il décore la base avec des éléments noirs et blancs comme un petit champignon, une fiente d’animal, un morceau de charbon de bois, une baie brune ou noire et de petites graines orange. Au pied du baliveau, il confectionne un tapis de mousse circulaire d’environ un mètre de diamètre. La mousse est prélevée sur le sol et sur des arbres car de petits morceaux d’écorce restent encore incrustés. Cette garniture de mousse est certainement traitée par l’oiseau car elle présente un aspect compact et feutré particulier. La soucoupe ainsi obtenue est délimitée par une bordure du même matériau de 20-22 cm de largeur et de 4 cm de hauteur et par un manchon de 8-10 cm de haut entourant la base du mât de 25 cm de diamètre (Ottaviani 2014).

## Parade nuptiale
Une fois la construction terminée, le mâle se cache en hauteur dans un arbre et lance un double errrshh-weet criard et sonore, rapidement répété, dans le but d’attirer une femelle. Dès l’arrivée de l’une d’elles au mât, il débite une incroyable variété de cris, grognements, grincements, miaulements, bourdonnements, bruits mécaniques et autres sons à effet ventriloque de sorte qu’ils semblent provenir de toutes parts. Après avoir déversé ce torrent de vocalises, il redevient silencieux et rejoint la femelle au pied du mât, semblant jouer à cache-cache avec elle en tournant autour du mât. Cette partie de « cache-cache » semble exciter le mâle car il relève alors sa huppe orangée (Ottaviani 2014).

## Nidification
Le nid est généralement placé dans un pandanus, occasionnellement dans un arbuste ou une fougère arborescente, entre deux et trois mètres de hauteur. Il consiste en une coupe de feuilles, reposant sur une assise de rameaux lâchement entrelacés et comprenant un revêtement intérieur de ramilles et de radicelles. Il contient un œuf blanc crème dont la période d’incubation dure au moins 17 jours (Frith & Frith 2008).

## Statut, conservation
L’espèce n’est pas considérée comme globalement menacée, elle est même plutôt commune à travers son aire et donc classée en « préoccupation mineure » (BirdLife 2013). Frith & Frith (2009) signalent que les huppes des mâles sont encore traditionnellement portées dans les coiffes de chefs de tribus. Ils ont également constaté, en octobre 1999, qu’un certain bûcheronnage suivi d’un défrichement éliminant des arbustes et des baliveaux, dans le secteur de Tari Gap, ont causé l’abandon de quatre sites traditionnels de parade.